# Ankara Arena
De Ankara Arena, is een indoor sportarena in Ankara, Turkije, geopend in april 2010. De capaciteit van de arena is 10.400 toeschouwers. 
Gebouwd voor het FIBA Wereldkampioenschap 2010, verving de arena de nabijgelegen Ankara Atatürk Sport Hall als de thuisbasis van de Turkse Basketball League- clubs, Hacettepe Üniversitesi, Türk Telekom Basketbol en Optimum TED Ankara Kolejliler .
In 2011 organiseerde de arena samen met de Başkent Volleyball Hall het FIVB Girls Youth World Championship .

## Concerten
- Tarkan trad op 6 november 2010 op in de arena.
- Inna trad op als onderdeel van haar INNA en Concert Tour op 26 mei 2011.
- Elton John trad op 6 juli 2011 op als onderdeel van zijn Greatest Hits Tour.